# Попов Юрій Лазарович
Юрій Лазарович Попов (рос. Юрий Лазаревич Попов; нар. 14 жовтня 1929, станиця Зеленчуцька, СРСР — 16 квітня 2013, Саратов, Росія) — радянський і російський оперний співак (баритон). Народний артист СРСР (1978).

## Біографія
Народився 14 жовтня 1929 року в станиці Зеленчуцькій Північно-Кавказького краю.
Закінчив музичне училище в Покров, у 1959 — Саратовську консерваторію.
Выступав на сценах Большого та Маріїнського театрів, гастролював у Києві, Єревані, Тбілісі.
З 1992 року — режисtр Саратовського театру опери і балету.
Помер у Саратові на 84-м році життя жизни..